# Lucas Osiander le Jeune
Pour les articles homonymes, voir Osiander.
Lucas Osiander (né le 6 mai 1571 à Stuttgart et décédé le 10 août 1638 à Tübingen) est un théologien allemand, professeur et chancelier de l'université de Tübingen.

## Biographie
Lucas Osiander est le fils du pasteur et aumônier de la cour Lucas Osiander dit l'Ancien (1534–1604) et de son épouse Tabitha Engel (1539–1625); il est le petit-fils du Réformateur Andreas Osiander (1498–1552).
Il passe par les écoles religieuses du Wurtemberg, étudie la théologie protestante à partir de 1585 à Tübingen, obtenant en 1588 le diplôme de maitrise (magister), puis il entre au service de l’Église luthérienne du Wurtemberg. En 1591 il devient pasteur suffragant à Göppingen, en 1597 pasteur à Schwieberdingen, en 1601 surintendant à Leonberg, puis en 1606 à Schorndorf, abbé et prélat en 1612  à Bebenhausen, puis en 1616 à Maulbronn.
Il obtient en 1619 à Tübingen un doctorat de théologie protestante et est alors nommé professeur à l'Université de théologie de Tübingen. Il occupe également le poste de surintendant du séminaire de Tübingen et à partir de 1620 prévôt et chancelier de l'université. Il reste à ces postes jusqu'à sa mort en 1638.
Lucas Osiander est un théologien polémique et batailleur et écrit un certain nombre d'œuvres contre les calvinistes, les baptistes et les jésuites. Il polémique vigoureusement contre les tendances mystiques de Johann Arndt. Après une discussion très vive, un de ses adversaires particulièrement fanatique tire l'épée et tente de le tuer, mais Lucas Osiander le Jeune s'en sort indemne grâce à sa force physique et à son adresse.